# ريف
الريف عكس الحضر، وهي المناطق الزراعية الحرة والمعروفة بالشبه المعزولة مجاليا.

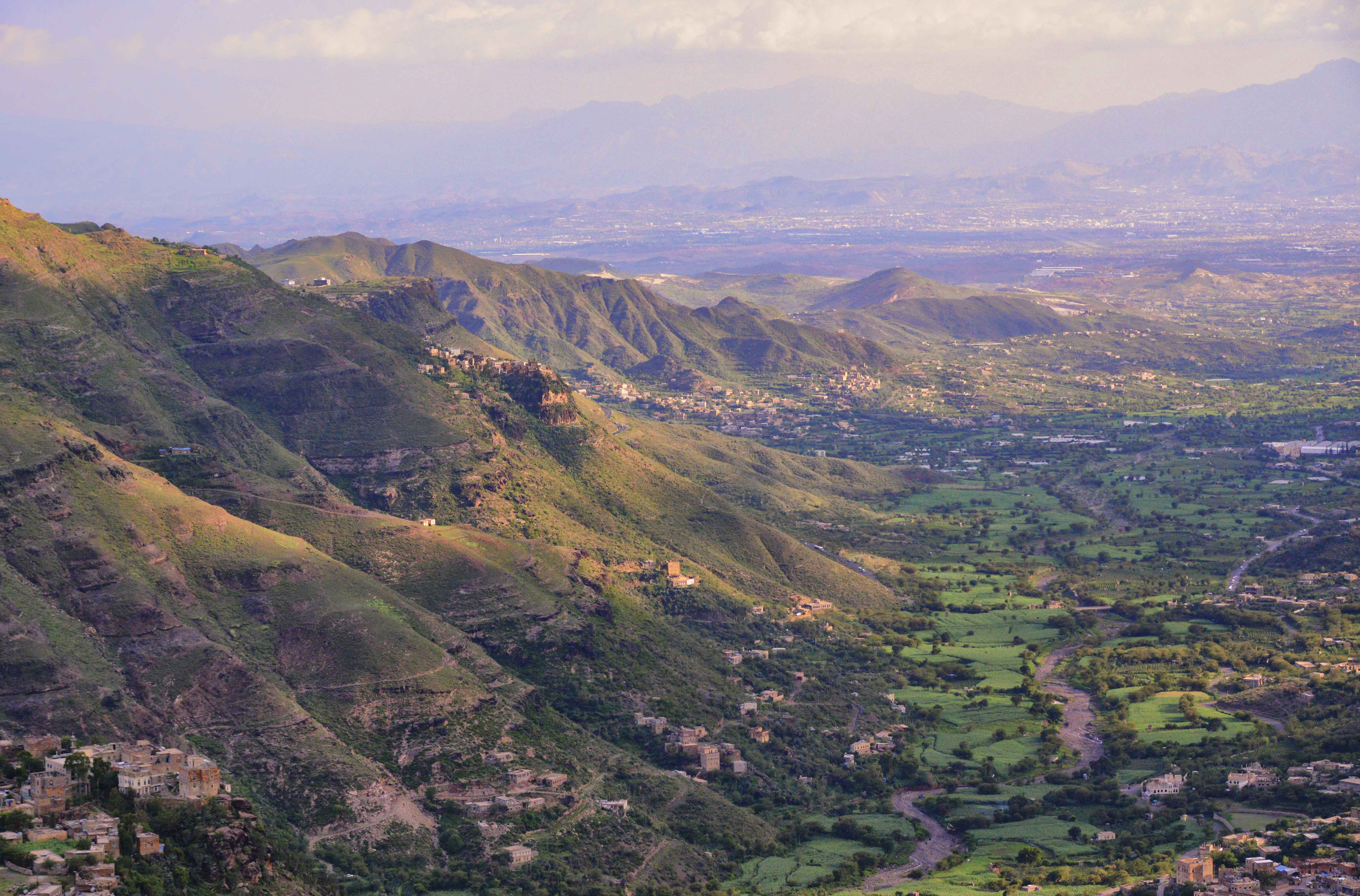
الريف اليمني

ويمتاز الريف بالمناظر الطبيعية والزراعية فالريف يختلف كثيرا عن المدن من ناحية الحجم وتجانسهم والحراك الاجتماعى والناحية التعليمية ويعتبر الريف في البلدان المتخلفة في حالة تبعية كاملة للمدينة فالخدمات التعليمية والصحية والترفيهية تتركز أغلبها في المدينة دون الريف وذلك ما يدفع أهل الريف للجوء إلى الهجرة إلى المدن.
هي منطقة جغرافية تقع خارج البلدات والمدن. تعرف إدارة الموارد والخدمات الصحية التابعة لوزارة الصحة والخدمات الإنسانية الأمريكية كلمة «ريفية» بأنها تشمل «جميع السكان والمساكن والأراضي غير المدرجة داخل منطقة حضرية. كل ما هو غير حضري يعد ريفيًا». إن المناطق الريفية النموذجية ذات الكثافة السكانية المنخفضة والمستوطنات الصغيرة.
عادةً ما توصف المناطق الزراعية والمناطق ذات الغابات بأنها ريفية. لدى البلدان المختلفة تعاريف مختلفة للمناطق الريفية للأغراض الإحصائية والإدارية. المناطق الريفية، بسبب دينامياتها الاقتصادية والاجتماعية الفريدة، وعلاقتها بالصناعة البرية، مثل: الزراعة والغابات واستخراج الموارد، يختلف الاقتصاد اختلافًا كبيرًا عن المدن، ويمكن أن يخضع لدورات الازدهار والكساد والتعرض للطقس القاسي أو الكوارث الطبيعية، مثل الجفاف. أدت هذه الديناميكيات إلى جانب القوى الاقتصادية الأكبر التي تشجع على التحضر إلى انخفاضات ديموغرافية كبيرة، تسمى الهروب الريفي، إذ تشجع الحوافز الاقتصادية السكان الأصغر سنًا على الذهاب إلى المدن للتعليم والحصول على الوظائف تاركة السكان الأكبر سنًا والأقل تعليمًا، والأقل ثراء في المناطق الريفية. يؤدي تباطؤ التنمية الاقتصادية إلى ضعف الخدمات، مثل الرعاية الصحية والتعليم والبنية التحتية الريفية.
الفقر؛ تعني دورة الفقر هذه في بعض المناطق الريفية أن ثلاثة أرباع سكان العالم الذين يعيشون في فقر يعيشون في المناطق الريفية وَفقًا لمنظمة الأغذية والزراعة. نجحت بعض المجتمعات المحلية في تشجيع التنمية الاقتصادية في المناطق الريفية، إذ أثبتت بعض السياسات، مثل توفير المزيد من الوصول إلى الكهرباء أو الإنترنت، نجاحًا كبيرًا في تشجيع الأنشطة الاقتصادية في المناطق الريفية. ركزت سياسات التنمية تاريخيًا على الصناعات الاستخراجية الأكبر، مثل التعدين والغابات. وأيضًا،  فإن النهج الأخيرة الأكثر تركيزًا على التنمية المستدامة أكثر وعيًا بالتنويع الاقتصادي في هذه المجتمعات. التنمية الريفية هي عملية تحسين نوعية الحياة والرفاه الاقتصادي للأشخاص الذين يعيشون في المناطق الريفية، وغالبًا ما تكون مناطق معزولة نسبياً وقليلة السكان.
تركزت التنمية الريفية تقليديًا على استغلال الموارد الطبيعية كثيفة الاستخدام للأراضي، مثل: الزراعة، والغابات. وأيضًا، أدت التغيرات في شبكات الإنتاج العالمية وزيادة التحضر إلى تغيير طابع المناطق الريفية. أدت حاجة المجتمعات الريفية إلى التعامل مع التنمية من منظور أوسع إلى زيادة التركيز على مجموعة واسعة من الأهداف الإنمائية بدلًا من الاكتفاء بخلق حافز للأعمال التجارية الزراعية أو القائمة على الموارد. يلعب التعليم وريادة الأعمال والبنية التحتية المادية والبنية التحتية الاجتماعية دورًا مهمًا في تطوير المناطق الريفية. تتميز التنمية الريفية أيضًا بتركيزها على استراتيجيات التنمية الاقتصادية المنتجة محليًا. على النقيض من المناطق الحضرية، التي لديها العديد من أوجه التشابه، فإن المناطق الريفية مميزة جدًا عن بعضها بعضًا. لهذا السبب هنالك مجموعة كبيرة ومتنوعة من أساليب التنمية الريفية المستخدمة على مستوى العالم.
التنمية الريفية مصطلح شامل. يركز بصفة أساسية على العمل من أجل تنمية المناطق خارج النظام الاقتصادي الحضري السائد.
يشير الفقر الريفي إلى الفقر في المناطق الريفية، متضمنةً عوامل المجتمع الريفي والاقتصاد الريفي والأنظمة السياسية، التي تؤدي إلى الفقر الموجود هناك. المناطق الريفية، بسبب انتشار سكانها، عادةً ما يكون لديها بنية تحتية صيانتها أقل بنحو جيد، ويصعب الوصول إلى الأسواق، التي تميل إلى التركيز على المراكز السكانية. تواجه المجتمعات الريفية أيضًا عيوبًا من جهة الحماية القانونية والاجتماعية، إذ تواجه النساء والمجتمعات المهمشة أحيانًا أوقاتًا عصيبة في الحصول على الأراضي والتعليم وأنظمة الدعم الأخرى التي تساعد على التنمية الاقتصادية. اختبرت العديد من السياسات في كل من الاقتصادات النامية والمتقدمة، متضمنةً كهرباء الريف والوصول إلى تكنولوجيات أخرى، مثل الإنترنت والمساواة بين الجنسين وتحسين والدخل.
في الدراسات الأكاديمية، غالبًا يُناقش الفقر الريفي بالاقتران مع عدم المساواة المكانية، التي تشير في هذا السياق إلى عدم المساواة بين المناطق الحضرية والريفية. كل من الفقر الريفي وعدم المساواة المكانية ظاهرتان عالميتان، ولكن مثل الفقر عمومًا، هنالك معدلات أعلى من الفقر الريفي في البلدان النامية مقارنة بالبلدان المتقدمة النمو.
لا يزال القضاء على الفقر الريفي من طريق السياسات الفعالة والنمو الاقتصادي يشكل تحديًا للمجتمع الدولي. وفقًا لمنظمة الأغذية والزراعة، فإن ثلاثة أرباع الفقراء يعيشون في المناطق الريفية، ومعظمهم من أصحاب الحيازات الصغيرة أو العمال الزراعيين الذين تعتمد سبل عيشهم اعتمادًا كبيرًا على الزراعة. هذه النظم الغذائية معرضة للطقس القاسي، الذي من المتوقع أن يؤثر في النظم الزراعية في جميع أنحاء العالم أكثر مع زيادة تغير المناخ. وبالتالي من المتوقع أن تقلل الأزمات المناخية من فعالية البرامج، التي تقلل من الفقر الريفي وتسبب نزوح المجتمعات الريفية إلى المراكز الحضرية. الهدف ١- تقليل الفقر من الأهداف الدولية للتنمية المستدامة لمعالجة هذه القضايا، ويرتبط ارتباطًا وثيقًا بالاستثمارات في نظام غذائي مستدام جزءًا من هدف التنمية المستدامة
2- القضاء على الجوع.
في الطب، الصحة الريفية أو الطب الريفي؛ هي الدراسة متعددة التخصصات لتقديم الرعاية الصحية والصحية في البيئات الريفية. يتضمن مفهوم الصحة الريفية العديد من المجالات، كالجغرافية والتمريض وعلم الاجتماع والاقتصاد والرعاية الصحية عن بعد أو التطبيب عن بعد.

## أمثلة بالمناطق الريفية
- لبنان - ريف لبنان - يتركز في جنوب لبنان وشماله.

- سوريا - ريف دمشق - ريف حلب.
- مصر - تقسم الكثير من مراكز وجه بحري إلى البندر (الريف) والبلد (الحضر).
- المغرب - الريف منطقة جبلية في الشمال.
- السعودية - تنتشر أرياف السعودية في الجنوب وخصوصا الباحة - عسير - جازان
- اليمن - إب - جبلة - تعز - ريمة -